# Robert Martin (direttore della fotografia)
Robert Martin (Indiana, 7 dicembre 1891 – Los Angeles, 24 marzo 1980) è stato un direttore della fotografia statunitense.

## Biografia
Nato nel 1891, iniziò la sua carriera come direttore della fotografia alla 
D.N. Schwab Productions, una piccola compagnia che produsse solo tre film, lavorando con il regista/attore Fred J. Butler. All'epoca, il piccolo Jackie Coogan era diventato una star mondiale, protagonista de Il monello accanto a Charlie Chaplin. Martin fu direttore della fotografia di alcuni dei film interpretati dal famoso bambino: My Boy, Trouble, Oliver Twist (distribuito in Italia con il titolo Oliviero Twist), Daddy, Circus Days, A Boy of Flanders

## Filmografia
- Smiling All the Way, regia di Fred J. Butler e Hugh McClung (1920)
- Girls Don't Gamble, regia di Fred J. Butler e Hugh McClung (1920)
- Making the Grade, regia di Fred J. Butler (1921)
- My Boy, regia di Albert Austin e Victor Heerman (1921)
- Dolor di bambino (Trouble), regia di Albert Austin (1922)
- Oliviero Twist (Oliver Twist), regia di Frank Lloyd (1922)
- Daddy, regia di E. Mason Hopper (1923)
- Circus Days, regia di Edward F. Cline (1923)
- A Boy of Flanders, regia di Victor Schertzinger (1924)
- Little Robinson Crusoe, regia di Edward F. Cline (1924)
- The Rag Man, regia di Edward F. Cline (1925)
- Siberia, regia di Victor Schertzinger (1926)
- The Princess from Hoboken, regia di Allen Dale (1927)
- Gli amori di Sonia (The Love of Sunya), regia di Albert Parker (1927)
- Coney Island, regia di Ralph Ince (1928)
- Crooks Can't Win, regia di George M. Arthur (1928)
- Black Feather, regia di John E. Ince (1928)
- Hit of the Show, regia di Ralph Ince (1928)
- Danger Street, regia di Ralph Ince (1928)
- Blockade, regia di George B. Seitz (1928)
- Hey Rube!, regia di George B. Seitz (1928)
- The Voice of the Storm, regia di Lynn Shores (1929)
- Hardboiled , regia di Ralph Ince (1929)
- Escape!, regia di Basil Dean (1930)
- Should a Doctor Tell?, regia di H. Manning Haynes (1930)
- Birds of Prey, regia di Basil Dean (1930)
- Sally in Our Alley, regia di Maurice Elvey (1931)
- La terribile notte nuziale (A Honeymoon Adventure ), regia di Maurice Elvey (1931)
- The Water Gipsies, regia di Maurice Elvey (1932)
- Nine Till Six
- Il segno dei quattro (The Sign of Four: Sherlock Holmes' Greatest Case), regia di Graham Cutts (1932)
- The Impassive Footman, regia di Basil Dean (1932)
- That Night in London, regia di Rowland V. Lee (1932)
- Looking on the Bright Side, regia di Graham Cutts, Basil Dean (1932)
- Strange Evidence, regia di Robert Milton (1933)
- Cash, regia di Zoltán Korda (1933)
- Loyalties, regia di Basil Dean e Thorold Dickinson (1933)
- The House of Trent
- Three Men in a Boat, regia di Graham Cutts (1933)
- Autumn Crocus, regia di Basil Dean (1934)
- Love, Life & Laughter, regia di Maurice Elvey (1934)
- Tiger Bay, regia di J. Elder Wills (1934)
- Java Head, regia di J. Walter Ruben (1934)
- Sing As We Go!, regia di Basil Dean (1934)
- The Third Clue, regia di Albert Parker (1934)
- Lorna Doone, regia di Basil Dean (1934)
- It Happened in Paris, regia di Robert Wyler e Carol Reed (1935)
- Look Up and Laugh, regia di Basil Dean (1935)
- No Limit, regia di Monty Banks (1935)
- The Common Round, regia di Stephen Harrison (1936)
- Shipmates o' Mine , regia di Oswald Mitchell (1936)
- Uomini coraggiosi (The Great Barrier), regia di Geoffrey Barkas e Milton Rosmer (1937)